# Erste Allgemeine Verunsicherung
EAV (Erste Allgemeine Verunsicherung) — австрійський поп-рок-гурт зі Штирії, заснований у 1978 році. Відомий зокрема завдяки таким пісням як: Ba-Ba-Banküberfall, Märchenprinz, Fata Morgana, Küss' die Hand, schöne Frau, An der Copacabana, Burli, Ding Dong, Samurai та 3 Weiße Tauben. Автором текстів і композитором гурту був Томас Шпіцер. Назва гурту є каламбуром на колишню австрійську страхову компанію Erste Allgemeine Versicherung. 14 вересня 2019 року гурт дав свій останній концерт у Віденській міській залі.

## Стиль
Пісні гурту мають переважно комічну та чудернацьку стилістику, але тексти часом також містять натяки на соціальну критику. Наприклад, у «Cinderella» (1994), одній з їхніх «веселих» пісень, у кумедний спосіб переказується історія Попелюшки: «Sie schlief im Kohlenkeller, trotzdem war sie bettelarm, weil sie von der vielen Kohle, die da lag, zu wenig nahm» («Вона спала в вугільному погребі, але була бідною як церковна миша, бо не брала багато з того вугілля, що там лежало»). Слово «Kohle» («вугілля») в розмовній німецькій може означати гроші.
Більш критичні тексти можна побачити в пісні «Burli» (1987), яка розповідає історію хлопчика, який народився незабаром після Чорнобильскої аварії в певному і гуморному вигляді: «Herr Anton hat ein Häuschen mit einem Gartenzwerg und davor, da steht ein Kernkraftwerk. Da gab es eines Tages eine kleine Havarie, die Tomaten war'n so groß wie nie…» («Пан Антон має будиночок із садовим гномом, а перед ним стоїть атомна електростанція. Одного дня сталася невелика аварія, й помідори стали великими, як ніколи…»). Як «Burli», так і «Afrika» призвели до бойкотування гурту з боку радіостанцій.
Гурт відомий своїми відкритими заявами проти політичного екстремізму, особливо правого («bacillus nationalis»), і був засуджений відомими правими політиками, такими як Курт Вальдгайм за привернення уваги до його минулого в Третьому райху та Йорг Гайдер, тодішній голова правої партії FPÖ. Про це зокрема згадують такі пісні як «Eierkopf-Rudi» та «Wir marschieren».

## Учасники

### Смерть учасників
У лютому 1981 року член групи Вальтер Гаммерль (нар. 1952) скоїв самогубство повісившись. Він і раніше здійснював спроби скоїти самогубство. Він був близьким другом Клауса Ебергартінґера, який взяв на себе його обов'язки. Колега по гурту Томас Шпіцер зазначив, що його непокоїло те, як гурт справляється і відчував себе настільки близьким до Вальтера Гаммерля, не знаючи його насправді. Гаммерль переважно виконував менеджерську та режисерську роботу для гурту, проте його вокал також присутній у деяких піснях.
5 травня 2012 року колишній клавішник Анді Теферль помер від серцевого нападу у віці 56 років.
Наприкінці липня 2023 року колишній барабанщик і засновник гурту Андерс Cтенмо помер у віці 67 років з невідомих причин.

## Дискографія
| Рік  | Пісні                                     | Позиції в чартах (тижні) | Позиції в чартах (тижні) | Позиції в чартах (тижні) | Примітка                                  |
| Рік  | Пісні                                     | DE                       | AUT                      | CH                       | Примітка                                  |
| ---- | ----------------------------------------- | ------------------------ | ------------------------ | ------------------------ | ----------------------------------------- |
| 1978 | 1. Allgemeine Verunsicherung              | –                        | 17 (4)                   | –                        | Випущений у жовтні 1978, перевиданий 2015 |
| 1981 | Café Passé                                | –                        | –                        | –                        | Випущений у травні 1981                   |
| 1983 | Spitalo Fatalo                            | –                        | 5 (10)                   | –                        | Продано +25,000 копій                     |
| 1984 | À la carte                                | –                        | 11 (14)                  | –                        | Продано +25,000 копій                     |
| 1985 | Geld oder Leben!                          | 10 (60)                  | 1 (78)                   | 3 (15)                   | Продано +800,000 копій                    |
| 1987 | Liebe, Tod & Teufel                       | 3 (53)                   | 1 (38)                   | 1 (34)                   | Продано +900,000 копій                    |
| 1990 | Neppomuk's Rache                          | 2 (41)                   | 1 (28)                   | 3 (23)                   | Продано +750,000 копій                    |
| 1991 | Watumba!                                  | 17 (25)                  | 1 (22)                   | 15 (7)                   | Продано +425,000 копій                    |
| 1994 | Nie wieder Kunst (wie immer …)            | 40 (12)                  | 1 (25)                   | 17 (10)                  | Продано +100,000 копій                    |
| 1997 | Im Himmel ist die Hölle los               | 37 (6)                   | 1 (19)                   | 20 (7)                   | Продано +50,000 копій                     |
| 1998 | Himbeerland                               | 55 (4)                   | 2 (21)                   | 30 (5)                   | Продано +40,000 копій                     |
| 2003 | Frauenluder                               | 90 (1)                   | 1 (18)                   | –                        | Продано +15,000 копій                     |
| 2007 | Amore XL                                  | 46 (3)                   | 1 (30)                   | 83 (1)                   | Продано +20,000 копій                     |
| 2010 | Neue Helden braucht das Land              | 26 (6)                   | 1 (29)                   | 34 (3)                   | Продано +20,000 копій                     |
| 2015 | Werwolf-Attacke – Monsterball ist überall | 15 (5)                   | 1 (21)                   | 16 (5)                   | Продано +15,000 копій                     |
| 2018 | Alles ist erlaubt                         | 7 (5)                    | 2 (34)                   | 13 (3)                   | Випущений 28 вересня 2018                 |